# The Paramour Sessions
The Paramour Sessions er det femte officielle fuldlængde album fra Papa Roach. Det blev udgivet d. 12. september 2006. Først single fra albummet er To Be Loved der udkom 1. august 2006.

## Nummerliste
Albummet indeholder følgende 14 numre.
1. ... To Be Loved
2. Alive (N' Out Of Control)
3. Crash
4. The World Around You
5. Forever
6. I Devise My Own Demise
7. Time Is Running Out
8. What Do You Do?
9. My Heart Is A Fist
10. No More Secrets
11. Reckless
12. The Fire
13. Roses On My Grave
14. Scars (Bonusnummer – Live & Murderous In Chicago)